# Катастрофа Fokker 50 около Гомы
Катастрофа Fokker 50 около Гомы — катастрофа, произошедшая при заходе на посадку в аэропорту города Гома на востоке Демократической Республики Конго.

## Характер происшествия
Самолёт Fokker 50 (бортовой номер 5Y-CAN) выполнял рейс из города Лоджа в город Гома. Самолет рухнул на жилой квартал, не долетев до аэропорта. Причиной катастрофы могли стать плохие погодные условия — во время катастрофы шел дождь.

## Жертвы и пострадавшие
Первоначально сообщалось, что на борту самолета в момент катастрофы находились 40 пассажиров, а также члены экипажа, количество которых неизвестно, из которых погибло 36 человек. Также сообщалось, что никто из жителей Гомы не пострадал, так как пилоту удалось избежать столкновения со зданиями.  Позже по уточненным данным сообщалось, что погибли семь человек и среди погибших было шесть членов экипажа, а также один пассажир. Также российское консульство в Конго сообщало, что в авиакатастрофе погиб гражданин России Александр Баженов, который был командиром экипажа самолета.

## Расследование причин
По предварительной версии, причиной катастрофы стали плохие погодные условия.